# Eparchia kriżewczyńska
Eparchia kriżewczyńska (łac. Dioecesis Crisiensis; hrv. Križevačka eparhija lub Križevačka biskupija) – jedyna eparchia obrządku bizantyjsko-słowiańskiego Kościoła greckokatolickiego w Chorwacji, obejmująca swoim zasięgiem także obszar Bośni i Hercegowiny. Powstała 21 listopada 1611 jako wikariat apostolski Marča. Ustanowiona eparchią 17 czerwca 1777 przez papieża Piusa VI. Biskupstwo jest sufraganią archidiecezji Zagrzebia.

## Biskupi
- Biskup diecezjalny: bp Milan Stipić (od 2020)
- Biskup senior: bp Nikola Kekić (od 2019)

## Główne świątynie
- Katedra Świętej Trójcy w Križevci(inne języki)
- Konkatedra Świętych Cyryla i Metodego w Zagrzebiu